# Paula Kelly (cantante)
Paula Kelly (6 de abril de 1919 – 2 de abril de 1992) fue una cantante de big bands de nacionalidad estadounidense.

## Biografía
Nacida en Grove City (Pensilvania), en sus inicios cantó en bandas lideradas por Dick Stabile, Artie Shaw y Al Donahue, y a principios de 1941 pasó a formar parte de la orquesta de Glenn Miller, reemplazando a Dorothy Claire y Marion Hutton. 
Kelly originalmente cantaba sola, pero pronto fue la líder de los The Modernaires, originalmente un trío masculino, que más adelante pasó a ser un cuarteto y, finalmente, un quinteto compuestos por cuatro cantantes varones y ella misma. 
En 1942 Glenn Miller se alistó en las Fuerzas Aéreas del Ejército de los Estados Unidos durante la Segunda Guerra Mundial, por lo cual su orquesta se disolvió. The Modernaires siguieron con Kelly como primera cantante hasta 1978, cuando ella se retiró, siendo sustituida por su hija, Paula Kelly Jr. Además de Paula tuvo otras dos hijas, Martha (fallecida el 22 de marzo de 2006) y Juliann. Las tres hijas nacieron durante su matrimonio con Hal Dickinson, uno de los miembros originales de The Modernaires, con el que se casó poco después de unirse al grupo. La pareja estuvo unida hasta la muerte de Dickinson en 1970. 
En 1976 Kelly se casó con Richard Turner, permaneciendo juntos hasta el día en que falleció la cantante en 1992, cuatro días antes de cumplir los 73 años. Su muerte tuvo lugar en Costa Mesa (California) tras una larga enfermedad.